# Alfred von Domaszewski
Alfred von Domaszewski (Temesvàr, 30 ottobre 1856 – Heidelberg, 25 marzo 1927) è stato un archeologo austriaco.
Docente all'università di Heidelberg, condusse spedizioni ad Ankara e in Giordania. Con Rudolf Ernst Brünnow redasse una mappa dell'antica città di Petra.

## Pubblicazioni
- Die Religion des römischen Heeres (La religione dell'esercito romano), 1895.
- Die Rangordnung des römischen Heeres (L'ordinamento gerarchico dell'esercito romano), 1907.
- Geschichte der römischen Kaiser (Storia degli imperatori romani), 1909.